# Джиллетт (Арканзас)
Джиллетт (англ. Gillett, Arkansas) — город, расположенный в округе Арканзас (штат Арканзас, США) с населением в 564 человека по статистическим данным переписи 2020 года.

## География
По данным Бюро переписи населения США город Джиллетт имеет общую площадь в 2,59 квадратных километров, водных ресурсов в черте населённого пункта не имеется.
Город Джиллетт расположен на высоте 56 метров над уровнем моря.

## Демография
По данным переписи населения 2000 года в Джиллетт проживало 819 человек, 242 семьи, насчитывалось 356 домашних хозяйств и 433 жилых дома. Средняя плотность населения составляла около 303 человек на один квадратный километр. Расовый состав Джиллетт по данным переписи распределился следующим образом: 87,18 % белых, 12,58 % — чёрных или афроамериканцев, 1,20 % — коренных американцев, 1,02 % — других народностей. Испаноговорящие составили 0,37 % от всех жителей города.
Из 356 домашних хозяйств в 31,5 % — воспитывали детей в возрасте до 18 лет, 52,8 % представляли собой совместно проживающие супружеские пары, в 11,0 % семей женщины проживали без мужей, 32,0 % не имели семей. 28,4 % от общего числа семей на момент переписи жили самостоятельно, при этом 15,2 % составили одинокие пожилые люди в возрасте 65 лет и старше. Средний размер домашнего хозяйства составил 2,30 человек, а средний размер семьи — 2,82 человек.
Население города по возрастному диапазону по данным переписи 2000 года распределилось следующим образом: 24,8 % — жители младше 18 лет, 7,0 % — между 18 и 24 годами, 26,0 % — от 25 до 44 лет, 24,2 % — от 45 до 64 лет и 18,1 % — в возрасте 65 лет и старше. Средний возраст жителей составил 41 год. На каждые 100 женщин в Джиллетт приходилось 91,8 мужчин, при этом на каждые сто женщин 18 лет и старше приходилось 87,8 мужчин также старше 18 лет.
Средний доход на одно домашнее хозяйство в городе составил 31 538 долларов США, а средний доход на одну семью — 36 719 долларов. При этом мужчины имели средний доход в 27 308 долларов США в год против 19 219 долларов среднегодового дохода у женщин. Доход на душу населения в городе составил 17 247 долларов в год. 12,1 % от всего числа семей в округе и 12,5 % от всей численности населения находилось на момент переписи населения за чертой бедности, при этом 20,3 % из них были моложе 18 лет и 9,7 % — в возрасте 65 лет и старше.